# Blascosancho
Blascosancho ist ein Ort und eine zentralspanische Gemeinde (municipio) mit 100 Einwohnern (Stand: 2024) in der Provinz Ávila in der Autonomen Region Kastilien-León. 

## Lage
Blascosancho sich in den nördlichen Ausläufern der Sierra de Gredos gut 23 Kilometer nördlich von Ávila in einer Höhe von 905 m. Das Klima im Winter ist kühl, im Sommer dagegen trotz der Höhenlage durchaus warm; der Regen fällt – mit Ausnahme der nahezu regenlosen Sommermonate – verteilt übers ganze Jahr.

## Bevölkerungsentwicklung
| Jahr      | 1970 | 1981 | 1991 | 2001 | 2011 | 2021 |
| Einwohner | 385  | 233  | 174  | 160  | 105  | 101  |

## Sehenswürdigkeiten
- Baudiliuskirche (Iglesia de San Boal Martír)